# Прокопенко Владислав Юрійович
Владисла́в Ю́рійович Прокопе́нко — підполковник Збройних сил України, учасник російсько-української війни.

## Життєпис
З березня 2014 року брав участь в антитерористичній операції, Операції об'єднаних сил.
З кінця 2018 року брав участь в Операції об'єднаних сил на території Донецької області. З початком другої кампанії, повномасштабної військової агресії Росії, 24—25 лютого 2022 року він уміло керував діями батальйону на тимчасово окупованій ворогом території. Опинившись в оточенні, ухвалював швидкі та оптимальні рішення, що дало змогу зберегти особовий склад і техніку.

## Нагороди
За особисту мужність і героїзм, виявлені у захисті державного суверенітету та територіальної цілісності України, вірність військовій присязі під час російсько-української війни
- старший лейтенант Владислав Прокопенко нагороджений орденом Богдана Хмельницького III ступеня (4.12.2014).
- 2 березня 2022 року — за особисту мужність і героїзм, виявлені у захисті державного суверенітету та територіальної цілісності України, вірність військовій присязі — присвоєно звання «Герой України» з врученням ордена «Золота Зірка».